# Vomitory
Vomitory es una banda sueca de death metal formada en 1989 por el guitarrista Urban Gustafsson y el bajista Ronnie Olson. El grupo lanzó un total de ocho álbumes y estaban actualmente bajo el sello Metal Blade Records. Después de separarse en 2013 y reunirse para un espectáculo único en 2017, vomitory se reformó oficialmente en 2018.

## Miembros
Formación final
- Erik Rundqvist - voz, bajo
- Tobias Gustafsson - batería
- Peter Östlund - guitarra
- Urban Gustafsson - guitarra

Formación anterior
- Ulf Dalegren - guitarra (1991 - 2005)
- Jussi Linna - voz*Thomas Bergqvist - bajo (1993 - 1996)
- Bengt Sund - bajo (1990 - 1993)
- Ronnie Olson - voz, bajo (1989 - 1996)

## Discografía
| Álbumes musicales - 1996: Raped in Their Own Blood - 1999: Redemption - 2000: Revelation Nausea - 2002: Blood Rapture - 2004: Primal Massacre - 2007: Terrorize Brutalize Sodomize - 2009: Carnage Euphoria - 2011: Opus mortis VIII - 2023: All Heads Are Gonna Roll | Demos y rarezas - 1992: Vomitory Demo - 1993: Promo - 1993: Moribund 7" - 1994: Through Sepulchral Shadows - 1999: Anniversary Picture Disc |